# Aquarius Software
Aquarius Software é uma empresa brasileira fundada em 1984, que atua no desenvolvimento de soluções para automação industrial, supervisão e análise de dados operacionais. Suas tecnologias são utilizadas em setores como energia, saneamento, alimentos e bebidas, farmacêutico e petroquímico, com foco em processos relacionados à digitalização industrial e à Indústria 4.0.

## História
A Aquarius Software iniciou suas atividades em 1984, oferecendo soluções para os setores financeiro e de publicidade. Posteriormente, direcionou seu portfólio para o mercado de automação industrial.  Em 2018, a empresa implementou iniciativas de intraempreendedorismo, incentivando a participação de colaboradores em decisões estratégicas e no desenvolvimento de novos projetos, com o objetivo de se adaptar às demandas da Indústria 4.0.

## Atuação e parcerias
A empresa mantém parcerias com organizações internacionais de tecnologia industrial.  Além disso, a Aquarius Software também participou de iniciativas para inserção de empresas brasileiras no contexto da Indústria 4.0. Um exemplo é o projeto realizado com a Copersucar, que passou a adotar tecnologias de supervisão e análise de dados em operações logísticas.

## Reconhecimento
Em 2024, a Aquarius Software foi incluída no ranking GPTW TI de melhores pequenas empresas de tecnologia da informação para trabalhar no Brasil, segundo levantamento realizado pelo Great Place to Work e divulgado pelo portal IT Forum.